# Младежки национален отбор по футбол на България
Младежкият национален отбор по футбол на България е български национален отбор по футбол, съставен от състезатели до 21 години. Той е контролиран от Българския футболен съюз. Отборът се състезава за участие на Европейско първенство по футбол за младежи, което се провежда веднъж на всеки две години.

## Европейско първенство по футбол за младежи 2009
На 13 февруари 2006 г. бе теглен жребият за квалификационните групи за Европейско първенството по футбол за младежи, което ще се проведе през 2009 година в Швеция. Българският младежки отбор, поставен в трета урна при жребия, попадна в една група с отборите на Португалия, Англия, Ирландия и Черна гора.
В първите два мача България записа две загуби като домакин – с 1:2 от Черна гора и с 0:2 от Англия.
Победителите от десетте групи, заедно с най-добрите четири втори отбора, ще играят помежду си плейофи на 11/12 и 14/15 октомври 2008. Седемте победителя от плейофите, както и домакините от Швеция, ще се състезават във финалната надпревара.

## Успехи

### Европейска купа за младежи до 23 години
Младежкият национален отбор на България е първият носител на европейската купа през юни 1967 година. По това време турнирът се е провеждал по подобие на защита на титлата в бокса. В следващата една година националният отбор успява да защити европейската си титла в четири мача срещу претендентите ГДР, Финландия, Чехословакия и Холандия, преди да я загуби през октомври 1968 от Югославия.

### Европейско първенство за младежи до 23 години
Провежда се като турнир с участието на всички национални отбори за младежи.
- 1972 – полуфинал
- 1974 – четвъртфинал
- 1976 – четвъртфинал

### Европейско първенство за младежи до 21 години
От 1978 година УЕФА сваля границата за участие в младежките национални отбори от 23 на 21 години. Първенството променя само името си, което е запазено и до днес.
- 1978 – полуфинал
- 1980 – квалификации
- 1982 – квалификации
- 1984 – квалификации
- 1986 – квалификации
- 1988 – квалификации
- 1990 – четвъртфинал
- 1992 – квалификации
- 1994 – квалификации
- 1996 – квалификации
- 1998 – квалификации
- 2000 – квалификации
- 2002 – квалификации
- 2004 – квалификации
- 2006 – квалификации
- 2007 – квалификации

## Състав
Състав на младежкия национален отбор за квалификацията с Люксембург на 6 септември 2017 г.
| №             | Играч               | Рождена дата        | Клубен отбор          |         |
| Вратари       | Вратари             | Вратари             | Вратари               | Вратари |
| ------------- | ------------------- | ------------------- | --------------------- | ------- |
| 1             | Християн Василев    | 5 декември 1997 г.  | Витоша (Бистрица)     |         |
| 12            | Михаил Михайлов     | 16 юни 1997 г.      | Берое (Стара Загора)  |         |
| Защитници     |                     |                     |                       |         |
| 2             | Петър Генчев        | 29 август 1998 г.   | Септември (София)     |         |
| 4             | Ангел Лясков        | 18 март 1998 г.     | Литекс (Ловеч)        |         |
| 5             | Венцислав Керчев    | 2 юни 1997 г.       | Лудогорец (Разград)   |         |
| 13            | Стефан Велков       | 12 декември 1996 г. | Славия (София)        |         |
| 15            | Петко Христов       | 1 март 1999 г.      | Фиорентина            |         |
| 22            | Мартин Костадинов   | 13 май 1996 г.      | Черно море (Варна)    |         |
| Полузащитници |                     |                     |                       |         |
| 6             | Янис Карабельов     | 23 януари 1996 г.   | Славия (София)        |         |
| 8             | Александър Георгиев | 10 октомври 1997 г. | ЦСКА (София)          |         |
| 10            | Серкан Юсеин        | 31 март 1996 г.     | Ботев (Пловдив)       |         |
| 17            | Чавдар Ивайлов      | 9 юли 1996 г.       | Етър (Велико Търново) |         |
| 20            | Емил Стоев          | 17 януари 1996 г.   | Ботев (Враца)         |         |
| 21            | Владимир Айтов      | 12 април 1996 г.    | Монтана               |         |
| Нападатели    |                     |                     |                       |         |
| 9             | Илия Димитров       | 10 юли 1996 г.      | Локомотив (София)     |         |
| 11            | Китан Василев       | 19 февруари 1997 г. | Витоша (Бистрица)     |         |
| 16            | Калоян Кръстев      | 24 януари 1999 г.   | Славия (София)        |         |
| 18            | Тонислав Йорданов   | 27 ноември 1998 г.  | Литекс (Ловеч)        |         |

## Почетна листа

### С най-много мачове
| №   | Футболист        | Мачове |
| --- | ---------------- | ------ |
| 1.  | Петър Михтарски  | 51     |
| 2.  | Атанас Михайлов  | 46     |
| 3.  | Ивко Ганчев      | 41     |
| 4.  | Радко Калайджиев | 38     |
| 5.  | Атанас Маринов   | 36     |
| 6.  | Иван Войчев      | 33     |
| 7.  | Красимир Чомаков | 33     |
| 8.  | Никола Христов   | 32     |
| 9.  | Павел Панов      | 31     |
| 10. | Стефан Павлов    | 28     |

### С най-много голове
| №   | Футболист        | Голове |
| --- | ---------------- | ------ |
| 1.  | Атанас Михайлов  | 31     |
| 2.  | Петър Михтарски  | 21     |
| 3.  | Никола Христов   | 16     |
| 4.  | Радко Калайджиев | 14     |
|     | Павел Панов      | 14     |
| 6.  | Иван Войчев      | 13     |
| 7.  | Христо Стоичков  | 10     |
| 8.  | Андрей Желязков  | 9      |
| 9.  | Михаил Вълчев    | 8      |
| 10. | Спас Джевизов    | 7      |

## Други национални отбори по футбол
- Национален отбор по футбол на България (мъже) – със старши треньор Любослав Пенев
- Юношески национален отбор по футбол на България (юноши до 19 години, родени след 1995 г.) – със старши треньор Александър Димитров
- Юношески национален отбор по футбол на България (юноши до 17 години, родени след 1997 г.) – със старши треньор Петър Пенчев
- Юношески национален отбор по футбол на България (юноши до 15 години, родени след 1999 г.) – със старши треньор Атанас Желев